# Max Kramer
Max Kramer (ur. 1920, zm. ?) – zbrodniarz nazistowski, członek załogi niemieckiego obozu koncentracyjnego Mauthausen-Gusen i SS-Unterscharführer.
Z zawodu introligator. Członek NSDAP i SS. Pełnił służbę jako Blockführer w podobozie KL Mauthausen – Ebensee od 19 listopada 1943 do 5 maja 1945. Brał udział w katowaniu więźniów, w kilku przypadkach ze skutkiem śmiertelnym.
Max Kramer skazany został w procesie załogi Mauthausen-Gusen (US vs. Hans Joachim Geiger i inni) na 20 lat pozbawienia wolności.